# Лапрад, Виктор де
Пьер Мартен Виктор Ришар де Лапрад (фр. Pierre Martin Victor Richard de Laprade; 1812—1883) — французский поэт, член Французской академии.
В первых своих произведениях, вошедших в сборник «Оды и поэмы» (1844), он выглядит явным подражателем Альфонса де Ламартина. Критики выше оценивают последующие сборники: «Евангельские поэмы» (1852), «Симфонии» (1855), «Книга отца» (1878). Шарль де Сент-Бёв считал сильной стороной таланта Лапрада его умение описывать природу.